# Aaron David Gordon
Aaron David Gordon, född 9 juni 1856, död 22 februari 1922, var en polsk-judisk författare och socialreformator.
Gordon var ursprungligen ämbetsman i Ryssland och utvandrade i början av 1900-talet till Palestina, där han ägnade sig åt kroppsarbete inom jordbruket, av den åsikten att den enskilda människan endast kan förnyas och nå lycka genom att återvända till jorden. I skarp opposition mot den marxistiska socialismen spred Gordon sina läror i tal och skrifter på jiddisch bland judiska arbetare i Palestina och fann gehör även i Europa, som han besökte 1920. Han blev andlig lärofader till chaluzrörelsen. Hans Briefe aus Palästina (1919) utgavs på tyska.